# Russisch-Japanischer Krieg
Port Arthur (Seeschlacht) – Tschemulpo – Yalu – Nanshan – Te-li-ssu – Hitachi-Maru-Vorfall – Motien-Pass – Tashihchiao – Hsimucheng – Port Arthur (Belagerung) – Gelbes Meer – Ulsan – Korsakow – Liaoyang – Shaho – Sandepu – Mukden – Tsushima – Sachalin

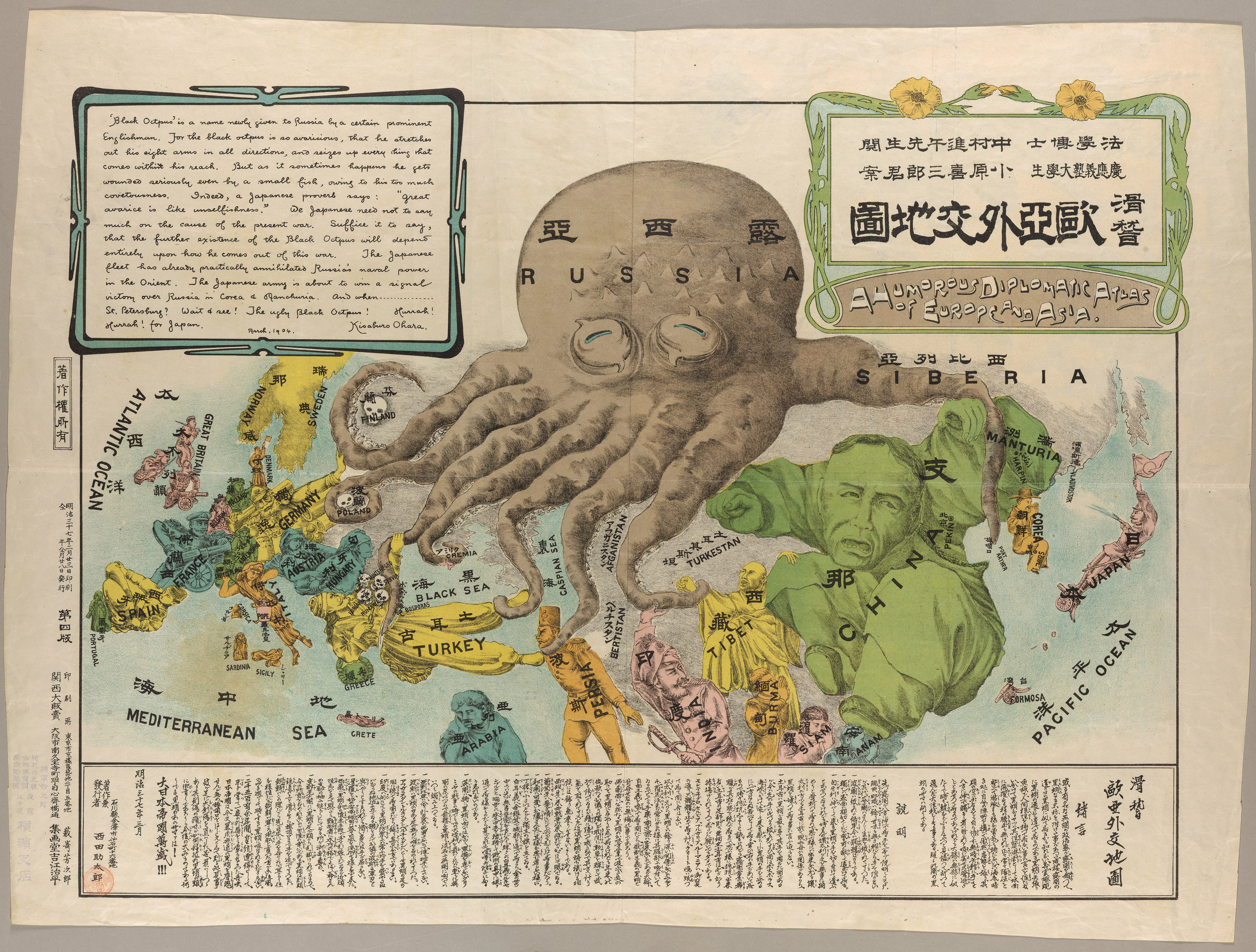
Russland als Krake: antirussische japanische Karikatur aus dem Jahr 1904

Der Russisch-Japanische Krieg begann im Februar 1904 mit dem Angriff des Japanischen Kaiserreichs auf den Hafen von Port Arthur und endete nach einer Reihe verlustreicher Schlachten im Sommer 1905 mit der Niederlage des Russischen Kaiserreichs. Der unter US-amerikanischer Vermittlung ausgehandelte Friedensvertrag von Portsmouth vom 5. September 1905 besiegelte den ersten bedeutsamen Sieg einer asiatischen über eine europäische Großmacht in der Moderne.

## Ursachen und Vorgeschichte
Finanzminister Witte charakterisiert den Krieg in seinen Erinnerungen:

„Der Russisch-Japanische Krieg war nicht nur der unglücklichste unter den unglücklichen Kriegen, er war auch der überflüssigste, in den Russland jemals geraten war.“

Witte beschuldigt darin den damaligen Innenminister Wjatscheslaw von Plehwe, treibende Kraft des Krieges gewesen zu sein, um von innenpolitischen Problemen abzulenken. Witte zitiert eine Unterhaltung mit Kriegsminister Kuropatkin, in dem folgende Aussage überliefert wurde     

„Alexei Nikolajewitsch, Sie kennen die innere Situation in Russland nicht. Um die Revolution abzuwenden, brauchen wir einen kleinen, siegreichen Krieg“

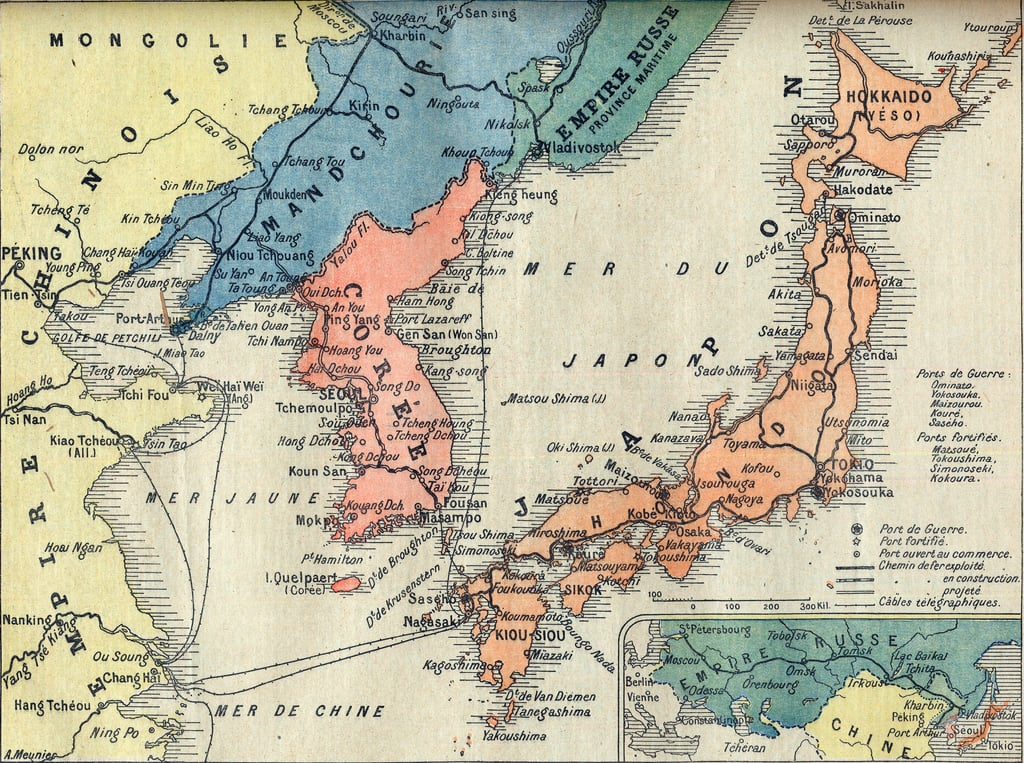
Das Kriegsgebiet auf einer zeitgenössischen Übersichtskarte

Kriegsgrund war die Rivalität beider Reiche um Einfluss in der Mandschurei und Korea.
Japan befand sich seit der Mitte des 19. Jahrhunderts in einer Phase des Umbruchs, nachdem 1854 die „Schwarzen Schiffe“ der USA eine Öffnung der Häfen erzwungen hatten. Das zuvor isolierte Land modernisierte sich im Zuge der Meiji-Restauration und näherte sich westlichen Sitten an. Japans Expansionsbestrebungen richteten sich zunächst auf das Nachbarland Korea, damals ein Vasallenstaat Chinas, an dem Japan bereits seit dem Ende des 16. Jahrhunderts Interesse hatte. Im Januar 1876 entsandte Japan drei Kanonenboote nach Seoul und erzwang auf diesem Weg ein Handelsabkommen und die Aufnahme diplomatischer Beziehungen.
Dies führte zum Konflikt mit der chinesischen Regierung in Peking und 1894 zum Ersten Japanisch-Chinesischen Krieg, in dem China unterlag. Bei den Friedensverhandlungen in Shimonoseki verlangte Japan die Abtretung der Liaodong-Halbinsel und des Hafens von Port Arthur, was im Vertrag von Shimonoseki festgeschrieben wurde. Da das den russischen Expansionsbestrebungen in China zuwiderlief, erzwang Russland mit der Unterstützung des Deutschen Reichs und Frankreichs kurz darauf mit der Intervention von Shimonoseki die Räumung der Liaodong-Halbinsel. Der Konflikt zwischen Japan und Russland erhielt weitere Brisanz durch den 1891 begonnenen Bau der Transsibirischen Eisenbahn, die Russland den schnellen Transport großer Truppenkontingente in den Fernen Osten ermöglichen würde. In einem Abkommen 1896 gestattete China den Bau der Bahn durch die Mandschurei, während Russland China Rückendeckung für den Fall eines japanischen Angriffs zusicherte.
Am 4. Dezember 1897 besetzte Russland im Rahmen seiner Ostasienpolitik den Hafen von Port Arthur am Gelben Meer und pachtete ihn mitsamt dem südlichen Teil der Liaodong-Halbinsel im März 1898 für 25 Jahre, um dort einen eisfreien Marine-Stützpunkt für seine Pazifikflotte aufzubauen. Zwei Jahre später verstärkte es sein militärisches Engagement in China noch weiter, als es sich weigerte, rund 100.000 zur Niederschlagung des Boxeraufstandes in die Mandschurei entsandte Soldaten wieder abzuziehen.
Korea, das mit der Niederlage Chinas gegen Japan seine einstige Schutzmacht verloren hatte, versuchte, den zunehmenden Einfluss Japans durch eine Annäherung an Russland auszugleichen. Russen gründeten 1897 eine Bank und erwarben eine Holzkonzession am chinesisch-koreanischen Grenzfluss Yalu. Der Aufbau einer nahezu ausschließlich aus russischen Reservisten bestehenden Holzhandelsgesellschaft spitzte den Konflikt weiter zu. 1903 errichtete die russische Armee ein Fort in Yongampo an der Mündung des Grenzflusses. In Japan wurde die Konzentration russischen Einflusses in der Mandschurei, in Port Arthur und in Korea als Bedrohung der japanischen Interessensphäre empfunden. Die japanische Position stärkte eine 1902 abgeschlossene Allianz mit Großbritannien.
Am 13. Januar 1904 forderte der japanische Botschafter in St. Petersburg die Anerkennung der japanischen Vorherrschaft in Korea im Gegenzug für die Erklärung Japans, dass die Mandschurei außerhalb ihres Einflussbereichs liege. Die russische Regierung rechnete nicht mit einem Krieg und ordnete das Verhalten der japanischen Diplomatie als Bluff ein.
Am 4. Februar 1904 beschloss eine vom Tennō geleitete Konferenz den Angriff.
Der Ausbruch des Krieges löste in der Weltöffentlichkeit keine Überraschung aus. Innerhalb der japanischen Presse war die Frage des Krieges gegen Russland rund ein halbes Jahr vor Kriegsausbruch wiederholt öffentlich diskutiert worden. Die russische Regierung hatte zwar durch ihre Gesandten in Tokio Alexander Iswolski und Roman Rosen dahingehende Warnungen erhalten. Der Zar und sein näheres Umfeld waren trotz gegenteiliger Meldungen des Kriegsministers Alexei Kuropatkin der Meinung, die Überlegenheit der russischen Streitkräfte würde Japan von einem Angriff abschrecken.
Am 6. Februar 1904 zog Tokio seinen Botschafter Kurino Shinichirō aus St. Petersburg ab und evakuierte die japanischen Staatsbürger aus Port Arthur. Am selben Tag erreichte der Angriffsbefehl die Flotte. Die Kriegserklärung Japans erfolgte erst am 10. Februar 1904, nach dem Beginn der Kampfhandlungen in der Vornacht durch die japanische Marine.

## Militärische Kräfteverhältnisse
Japan hatte im Rahmen der Meiji-Restauration gegen Ende des 19. Jahrhunderts moderne Streitkräfte aufgebaut. Dabei orientierte sich das Heer besonders am Vorbild der Preußischen Armee und die Marine am Vorbild der Royal Navy. Seit 1873 rekrutierten die japanischen Streitkräfte ihr Personal über eine allgemeine Wehrpflicht. Das Offizierskorps folgte dem preußischen Vorbild der Auftragstaktik und förderte die Initiative untergeordneter Kommandeure. Das japanische Heer konnte bei Kriegsausbruch auf rund 850.000 Mann aktive Soldaten und kurzfristig mobilisierbare Reservisten zurückgreifen. Für den Krieg gegen Russland war ein Expeditionskorps mit 257.000 Infanteristen, 11.000 Kavalleristen und 894 Artilleriegeschützen eingeplant. Dieses war in zwölf reguläre Infanteriedivisionen und die Kaiserliche Garde unterteilt.
Die japanische Marine verfügte über sechs moderne Schlachtschiffe und sechs moderne Kreuzer vorwiegend aus britischer Fertigung. Die japanische Flotte war vom Schlachtschiff bis zum Torpedoboot dabei weitgehend auf einem technisch homogenen Stand. Die russische Fernostflotte umfasste sieben Schlachtschiffe, 11 Kreuzer an den Standorten Port Arthur, Wladiwostok und Chemulpo. Die russischen Schiffe waren unterschiedlich alt und umfassten auch Zukäufe aus verschiedenen Ländern. Hierbei waren die kleinsten Modelle oft die ältesten Schiffe. Beide Seestreitkräfte deckten ihren Personalbedarf durch Wehrpflichtige. Im Gegensatz zur russischen Marine konnte die japanische Marine auf eine substantiell hohe Zahl von Freiwilligen zurückgreifen.
Die russische Armee hatte eine mobilisierbare Stärke von rund 4.500.000 Mann. Aufgrund der weiten Distanz des Kriegsschauplatzes war es jedoch zeitaufwändig und logistisch schwierig, Truppen an den Ort des Geschehens zu bringen. Im Februar 1904 befanden sich im russischen Fernen Osten 60.000 Infanteristen, 3.000 Kavalleristen mit 164 Geschützen an den Standorten Wladiwostok und Port Arthur. Eine Zugreise von Moskau in den Fernen Osten dauerte rund zwei Wochen. Die Verlegung eines vollständigen Bataillons von Moskau nach Mukden in die Mandschurei dauerte rund einen Monat. Im Offizierskorps herrschten das Senioritätsprinzip und Klientelismus vor. Entscheidungen waren die Kompetenz zentraler Kommandostellen und Initiative untergeordneter Befehlshaber wurde nicht gefördert.

## Verlauf

### Angriff auf Port Arthur
Der japanische Angriff auf den Hafen Port Arthur erfolgte in der Nacht auf den 9. Februar 1904. Die russische Führung rechnete zwar mit einem Angriff, wünschte sich jedoch, „dass die Japaner und nicht wir die kriegerischen Operationen eröffnen“. Die Vorbereitungen waren überdies nur unzureichend und den zur Wache eingeteilten russischen Booten wurde der Feuerbefehl verweigert. Überdies wurde den Kommandanten der im Hafen liegenden Schiffe die Verdunklung untersagt. Die nächtliche Annäherung der japanischen Torpedoboote wurde daher zwar bemerkt, es konnten jedoch keine Gegenmaßnahmen mehr eingeleitet werden. Der Angriff mit Torpedos führte zur Beschädigung der Schlachtschiffe Retwisan und Zessarewitsch sowie des Geschützten Kreuzers Pallada. Der japanische Admiral Tōgō Heihachirō ließ seine Torpedoboote in mehreren Wellen angreifen, weshalb die Russen alle weiteren Angriffe mühelos abwehren konnten.

### Gefecht von Tschemulpo
Obwohl der Angriff auf Port Arthur als Beginn des Krieges gilt, war der Hafen der koreanischen Stadt Tschemulpo (auch Chemulpo, heute: Incheon) das Ziel für Truppenanlandungen der 1. japanischen Armee. Zur Deckung dieser Operation entsandte Admiral Tōgō einen Schiffsverband unter dem Kommando von Konteradmiral Uryū Sotokichi, bestehend aus dem Panzerkreuzer Asama, fünf Kreuzern und acht Torpedobooten. Das russische Oberkommando hatte es versäumt, den schnellen Kreuzer Warjag und das Kanonenboot Korejez nach Port Arthur zu beordern. Die japanische Flotte setzte die Vorhut der 1. Armee in der Nähe des Hafens ab und forderte die russischen Kriegsschiffe zur Kapitulation auf, was der Kapitän der Warjag, Rudnew, ablehnte. Die Warjag und die Korejez lagen inmitten neutraler Schiffe und konnten nicht ohne Weiteres angegriffen werden, konnten aber ihrerseits die Landung der Japaner auch nicht unterbinden. Am Morgen des 9. Februar 1904 kam es schließlich zum Gefecht. Die russischen Schiffe versuchten den Ausbruch aus dem Hafen, um in die offene See zu entkommen. Die japanische Flotte verhinderte das durch Kreuzfeuer, welches der Warjag schwere Schäden und den Verlust von 122 Mann zufügte. Die kleine Korejez hatte der japanischen Übermacht nichts entgegenzusetzen. Beide Schiffe kehrten nach einer Stunde in den Hafen zurück und wurden dort von ihren Besatzungen versenkt. Der wenige Wochen später entstandene Film Battle of Chemulpo Bay behandelt die Ereignisse des Gefechts.

### Gefecht vor Port Arthur
Unterrichtet, dass die russische Flotte in Port Arthur darauf nicht vorbereitet sei, wagte Admiral Tōgō am Mittag des 9. Februar 1904 den Angriff auf die Festung von See. Die Japaner trafen zuerst auf den geschützten Kreuzer Bojarin, der die russische Flotte alarmierte. Kurz darauf kam es zum Gefecht, in welchem keine Seite die Oberhand gewinnen konnte. Die russische Flotte wurde von den Küstenbatterien der Festung unterstützt. Admiral Tōgō war vom starken Widerstand überrascht und zog sich nach 40 Minuten zurück. Die Japaner hatten 90 Tote und Verwundete zu beklagen, jedoch war keines ihrer Schiffe ernsthaft beschädigt. Auf russischer Seite waren 150 Matrosen getötet oder verwundet worden. Darüber hinaus waren die Schiffe Bajan, Askold, Diana und Nowik zum Teil schwer beschädigt.
Zwei Tage später war die russische Pazifikflotte mit dem Verlust von zwei weiteren Schiffen, dem Kreuzer Bojarin und dem Minenkreuzer Jenissei, durch eigene Minen weitgehend ausgeschaltet. Die japanischen Truppentransporte nach Korea konnten nun nahezu ungehindert durchgeführt werden. Nur die in Wladiwostok stationierten russischen Kreuzer stellten noch eine Bedrohung dar, die aber nach dem Seegefecht bei Ulsan ebenfalls weitgehend gebannt war.

### Schlacht am Yalu
Vom 30. April bis zum 1. Mai 1904 kam es zur ersten großen Landschlacht des Krieges bei der Schlacht am Fluss Yalu. Die russische Armee unter Generalleutnant Michael Sassulitsch war von General Kuropatkin beauftragt worden, jegliche japanischen Versuche, den Yalu zu überqueren, abzuwehren. Den 42.500 japanischen Truppen unter Kuroki Tamemoto standen auf russischer Seite 16.000 Infanteristen, 3.000 Kavalleristen und 66 Geschütze gegenüber. Die russischen Kräfte reichten, um den Fluss zu beobachten, aber nicht, ihn auf ganzer Länge zu verteidigen. Der japanischen Armee gelang eine erfolgreiche Durchbruchsschlacht, bei der sie aufgrund nachrichtendienstlicher Erkenntnisse stets die Initiative behielt. Neben der zahlenmäßigen Überlegenheit profitierte die japanische Armee von der qualitativen Überlegenheit ihrer Artillerie. Aus den Erfahrungen des Burenkriegs hatte Japan gelernt, schwerere Geschütze in unwegsamem Gelände zu transportieren. Die russische Seite litt unter geringem Ausbildungsgrad der Soldaten und mangelndem Stellungsbau. Die Schlacht am Yalu erhielt ein breites internationales Medienecho, sicherte die japanische Position in Korea und machte Russlands Hoffnungen auf einen leichten Sieg zunichte.

### Schlacht am Nanshan

Detaillierte russische Karte des Kriegsgebiets

Nachdem die japanischen Truppen den Yalu überschritten hatten, teilten sich ihre Armeen. Die 1. Armee wendete sich nach Norden, um russischen Verstärkungen entgegenzutreten, während die 2. Armee mit rund 38.000 Soldaten in Richtung Port Arthur marschierte, um die Stadt zu belagern. Dazu musste die 2. Armee den 4 km breiten Isthmus bei Dalian überqueren, an dessen Stelle sich der strategisch gelegene Hügel Nanshan befindet. Den Hügel verteidigten 3.000 russische Soldaten. Diese hatten den Hügel mit Feldbefestigungen, Schützengräben, Stacheldrahthindernissen, Geschützen, Maschinengewehren und Minen zu einer Festung ausgebaut. Die Japaner setzten ihre Artillerieüberlegenheit gegen die Befestigungen ein und verschossen rund 34.000 Granaten an einem Gefechtstag. Die japanischen Verluste beliefen sich auf rund 6.000 Mann, davon 739 Tote. Die russischen Verluste beliefen sich auf rund 1.000 Mann. Mit der Eroberung des Nanshanhügels war für die japanische Armee der Weg Richtung Port Arthur frei geworden.

### Schlacht im Gelben Meer

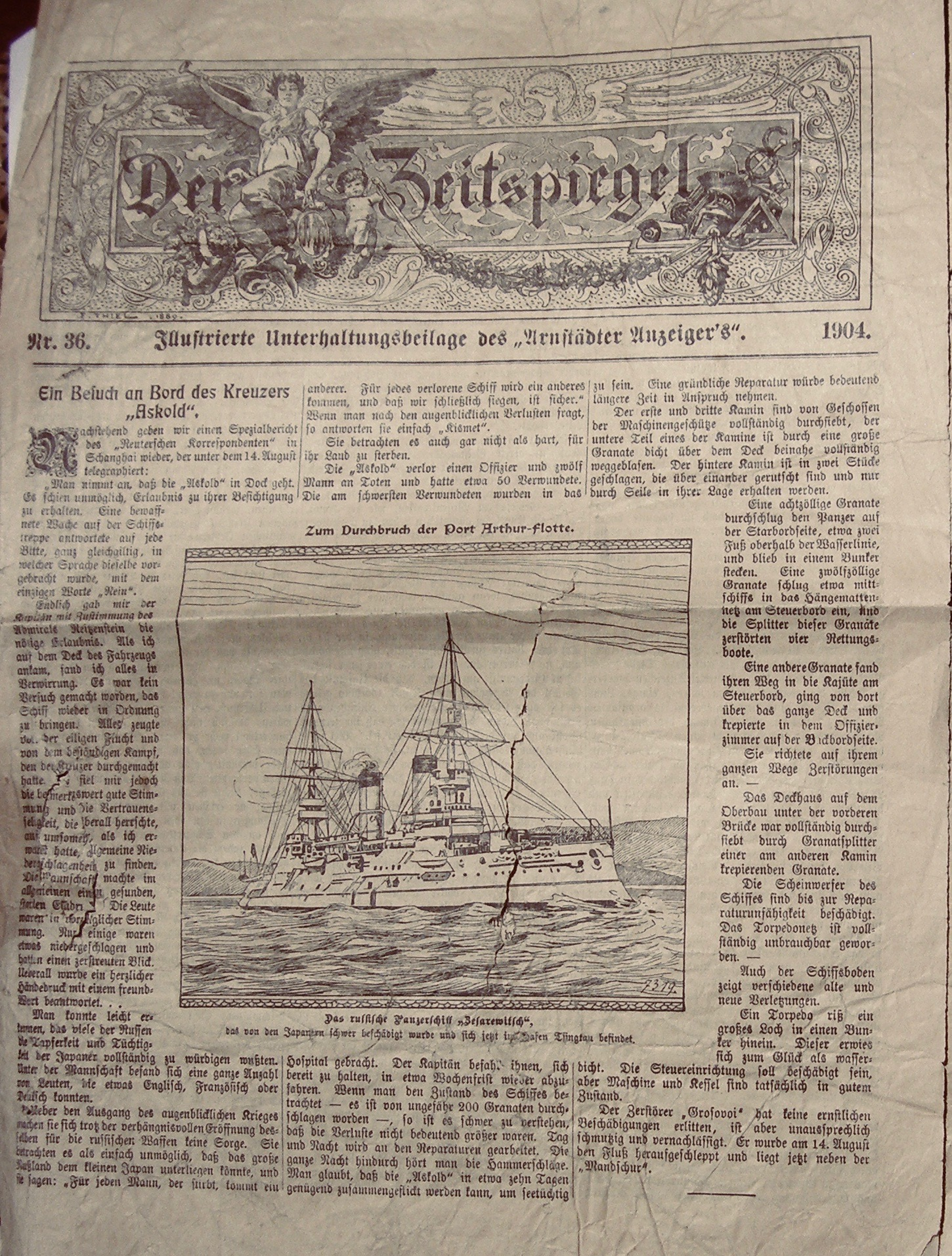
Zeitgenössischer Korrespondentenbericht über den russischen Kreuzer „Askold“ nach der Seeschlacht im Gelben Meer

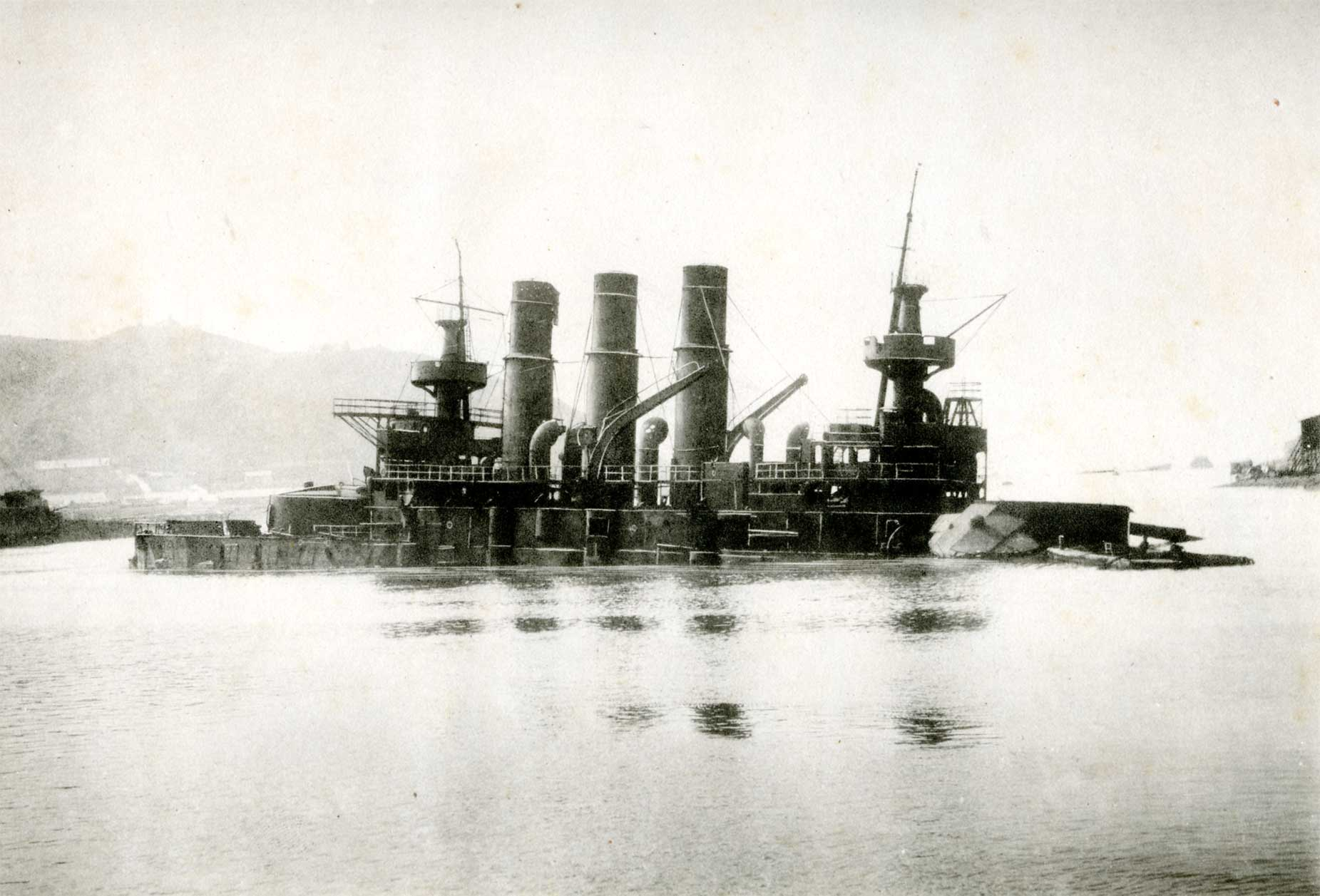
Retwisan zerschossen in Port Arthur

Die russische Pazifikflotte war nach der Schlacht von Port Arthur relativ untätig im Hafen geblieben. Nachdem das Flaggschiff Petropawlowsk auf eine Mine gelaufen und mit dem kommandierenden Vizeadmiral Stepan Ossipowitsch Makarow gesunken war, wurde Admiral Wilhelm Karlowitsch Withöft zum neuen Befehlshaber ernannt. Er wollte die Schiffe im Hafen belassen und mit ihren Kanonen die Landstreitkräfte unterstützen. Der Vizekönig der Mandschurei und Befehlshaber von Port Arthur, Jewgeni Iwanowitsch Alexejew, ersuchte jedoch mit einem Telegramm an Zar Nikolaus II. um die Erlaubnis zum Ausbruch, den Admiral Withöft nun nicht länger hinauszögern konnte.
Man versuchte nun am 10. August 1904, die Seeblockade zu durchbrechen und nach Wladiwostok zu fahren. Dabei gestatteten die zum Teil beschädigten Schiffe der gesamten russischen Flotte nur geringe Geschwindigkeit. Admiral Tōgō missdeutete den Ausbruch als Angriff und positionierte seine Flotte zunächst zwischen dem Hafen und den russischen Schiffen. Als deren Absichten schließlich erkannt wurden, brauchte es einige Stunden, bis die russische Flotte eingeholt und gestellt war. Das Gefecht begann um 17:43 Uhr. Das Feuer richtete sich dabei hauptsächlich auf das Schiff Mikasa des Admirals Tōgō und das russische Flaggschiff Zessarewitsch. Zunächst schien es so, als ob die Russen bei Einbruch der Dunkelheit entkommen würden. Gegen Abend detonierten jedoch fast gleichzeitig zwei schwere Granaten auf der Brücke der Zessarewitsch. Dabei wurden Admiral Withöft, nahezu alle Stabsoffiziere sowie der Steuermann getötet oder schwer verwundet. Die Flotte war praktisch führungslos. Die Zessarewitsch fuhr, da ihr Ruder verklemmt war, im Kreis. Die anderen russischen Schiffe, die den Einschlag nicht beobachtet hatten, wendeten deshalb ebenfalls. Dies führte zum totalen Chaos, und als Konteradmiral Uchtomski das Kommando übernommen hatte, blieb ihm nicht viel übrig, als nach Port Arthur zurückzukehren. Admiral Tōgōs Flotte war ebenfalls schwer beschädigt und musste sich zurückziehen.
Der Großteil der russischen Schiffe kehrte am nächsten Tag in den Hafen von Port Arthur zurück. Einige waren allerdings so schwer beschädigt, dass sie nur noch neutrale Häfen erreichen konnten. Die Askold, das Flaggschiff des Konteradmirals Reitzenstein, lief Shanghai an, wo ihre Besatzung von China interniert wurde. Die zur Unterstützung des Geschwaders ausgelaufenen Kreuzer der Wladiwostok-Abteilung gerieten bei Ulsan ebenfalls in ein Gefecht, bei dem der russische Panzerkreuzer Rurik versenkt wurde. Das russische Pazifikgeschwader griff von nun an nicht mehr in die Kampfhandlungen ein.

### Belagerung von Port Arthur

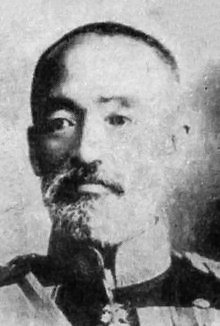
Der militärisch wichtige Hohe Berg wurde unter Führung des japanischen Generals Nogi Maresuke erobert

In Port Arthur wurden in der Folgezeit viele Geschütze aus den Schiffen ausgebaut und zur Verstärkung der Festung im Landkampf während der andauernden Belagerung eingesetzt. Der kommandierende japanische General Nogi Maresuke erhielt den Befehl, die Festung so schnell wie möglich zu erobern. Dabei kam es zu einem erbitterten Stellungskrieg um den militärisch wichtigen Hohen Berg (Hügel 203), von dem aus man den gesamten Hafen überblicken konnte. Die russische Führung wollte den Hügel um jeden Preis halten, während die japanische Armee unter General Nogi Maresuke den Hügel einnehmen musste, bevor die russische Verstärkung eintraf. Während der Belagerung und der zahllosen erfolglosen Angriffe fielen etwa 58.000 Japaner und 38.000 Russen. Nach 154-tägiger Belagerung wurde Port Arthur am 2. Januar 1905 von General Stößel und Generalleutnant Fok übergeben. Die russischen Verluste beliefen sich auf rund 30.000 Mann, davon ein Drittel Tote. Rund 20.000 russische Soldaten gingen in japanische Kriegsgefangenschaft. Die Verluste der japanischen Armee an Toten und Verwundeten waren doppelt so hoch. Stößel wurde nach dem Krieg zum Tode verurteilt, wobei das Urteil zu Gunsten einer Haftstrafe nicht vollstreckt wurde.
Die russischen Schiffe wurden zuvor im Hafen versenkt. Ein Großteil konnte jedoch aus dem flachen Wasser von den Japanern wieder geborgen werden.

### Russische Oktoberoffensive
Als klar wurde, dass die zum Entsatz der Festung ausgesandte russische Ostseeflotte nicht mehr rechtzeitig am asiatischen Kriegsschauplatz eintreffen würde, versuchte die russische Militärführung Port Arthur auch vom Lande her zu befreien. Obwohl der Befehlshaber der Landstreitkräfte, General Kuropatkin, dieses Vorhaben ablehnte und auf weitere Verstärkung über die Transsibirische Eisenbahn warten wollte, musste er sich dem Willen des Zaren beugen, der den von Admiral Alexejew vorgelegten Offensivplan befürwortete. Das 1. Sibirische Korps mit 32 Bataillonen (27.000 Infanteristen, 2500 Kavalleristen und 98 Feldgeschütze) sollte in den Raum Yingkou vorstoßen. Nach der Überquerung des Scholu-Flusses sollte der Belagerungsring um die Festung Port Arthur gesprengt werden. Kommandeur dieser Offensive war der balten-deutsche Generalleutnant Georgi Karlowitsch von Stackelberg. Anfangs kam die Offensive ausgezeichnet voran, die Japaner mussten sich immer weiter zurückziehen. Etwa 130 Kilometer vom Hafen entfernt, nördlich von Wafangdian, stellte die 2. Japanische Armee mit 48 Bataillonen (36.000 Infanteristen, 2000 Kavalleristen und 216 Feldgeschütze) unter General Oku Yasukata die russischen Truppen zum Kampf, wobei sich besonders die starke artilleristische Überlegenheit der Japaner kampfentscheidend bemerkbar machte. Auch russische Verstärkung von 3000 Infanteristen und zwei Geschützen, die eine Stunde vor dem Ende der Kämpfe das Schlachtfeld erreichte, konnte die Niederlage nicht mehr abwenden. Von Stackelberg hatte 3500 Mann an Verlusten zu beklagen, Oku 1200. Kuropatkin fürchtete nun, dass die Japaner die russischen Truppen einkesseln könnten, und zog von Stackelbergs Truppen zurück. Darauffolgend kam es zu einem zähen und verlustreichen Stellungskrieg. Der einzige Versuch während des gesamten Krieges, Port Arthur auf dem Landweg zu befreien, war somit fehlgeschlagen.
Mit dem Scheitern der Oktoberoffensive schwanden bei vielen Soldaten und Matrosen die Hoffnungen, Port Arthur noch retten zu können. Infolgedessen kam es auf den Schiffen der Ostseeflotte, die sich zeitgleich auf dem langen Weg nach Port Arthur befand, zu Unruhen und die Unzufriedenheit wuchs.

### Schlacht von Mukden

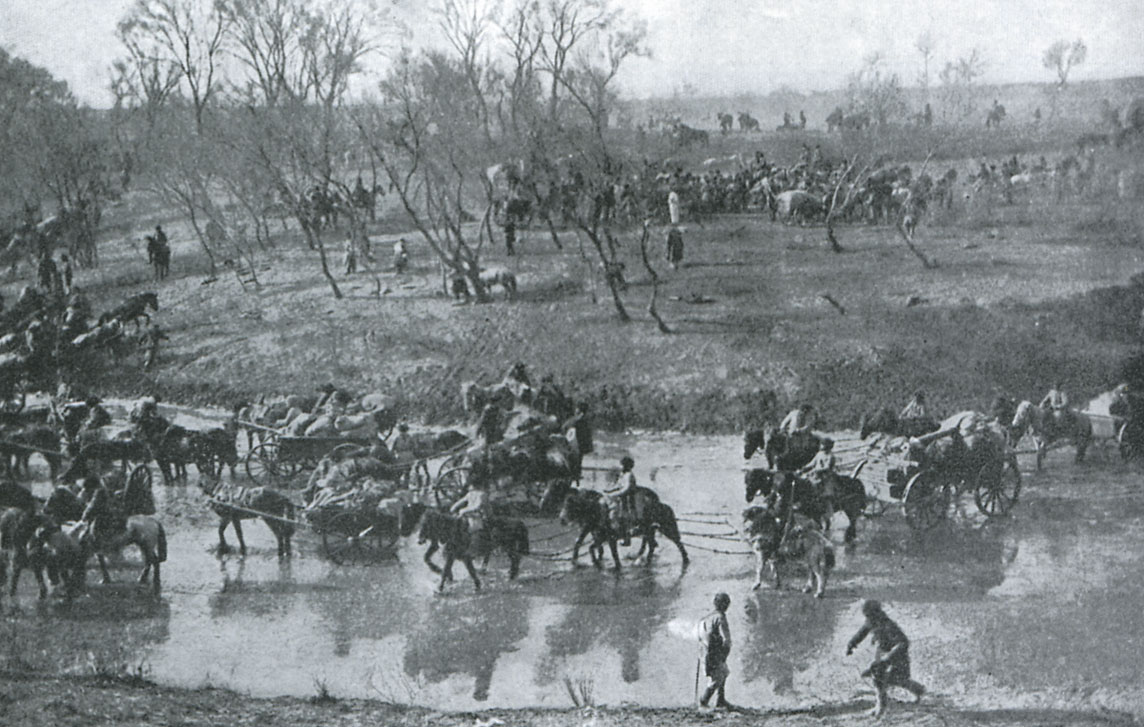
Die russische Armee auf dem Rückzug nach der Schlacht von Mukden

Die Schlacht bei Mukden (heute Shenyang) war die letzte größere Feldschlacht des Russisch-Japanischen Krieges in der Mandschurei. Sie dauerte vom 20. Februar bis zum 10. März 1905. Auf russischer wie auf japanischer Seite kämpften jeweils 300.000 Mann. Die Schlacht war damit die größte Feldschlacht der damaligen Zeit.
Nach der vorausgegangenen Schlacht von Liaoyang von August bis September 1904 standen sich beide Armeen gegenüber, ohne dass größere Gefechte stattfanden. Die Schlacht begann schließlich am 20. Februar 1905 mit einer Attacke der japanischen 5. Armee auf die linke Flanke der Russen. Am 27. Februar 1905 griff die japanische 4. Armee auf der rechten Flanke der Russen in das Gefecht ein. Da die russische Armee der Einkesselung entgehen wollte, ordnete General Kuropatkin schließlich den Rückzug in den Norden der Stadt an. Da die russische Front zusehends kollabierte, musste sich die Armee am 10. März vollkommen aus Mukden zurückziehen.
Die russischen Verluste betrugen 9.000 Tote und über 50.000 Verwundete. Etwa 20.000 russische Soldaten waren in Gefangenschaft geraten. Die japanische Armee hatte etwa 75.000 Mann an Toten und Verwundeten zu beklagen.
Aus strategischer Sicht hatte der Verlust der Stadt keine große Bedeutung, jedoch demoralisierte der Rückschlag die gesamte russische Armee.

### Schlacht von Tsushima

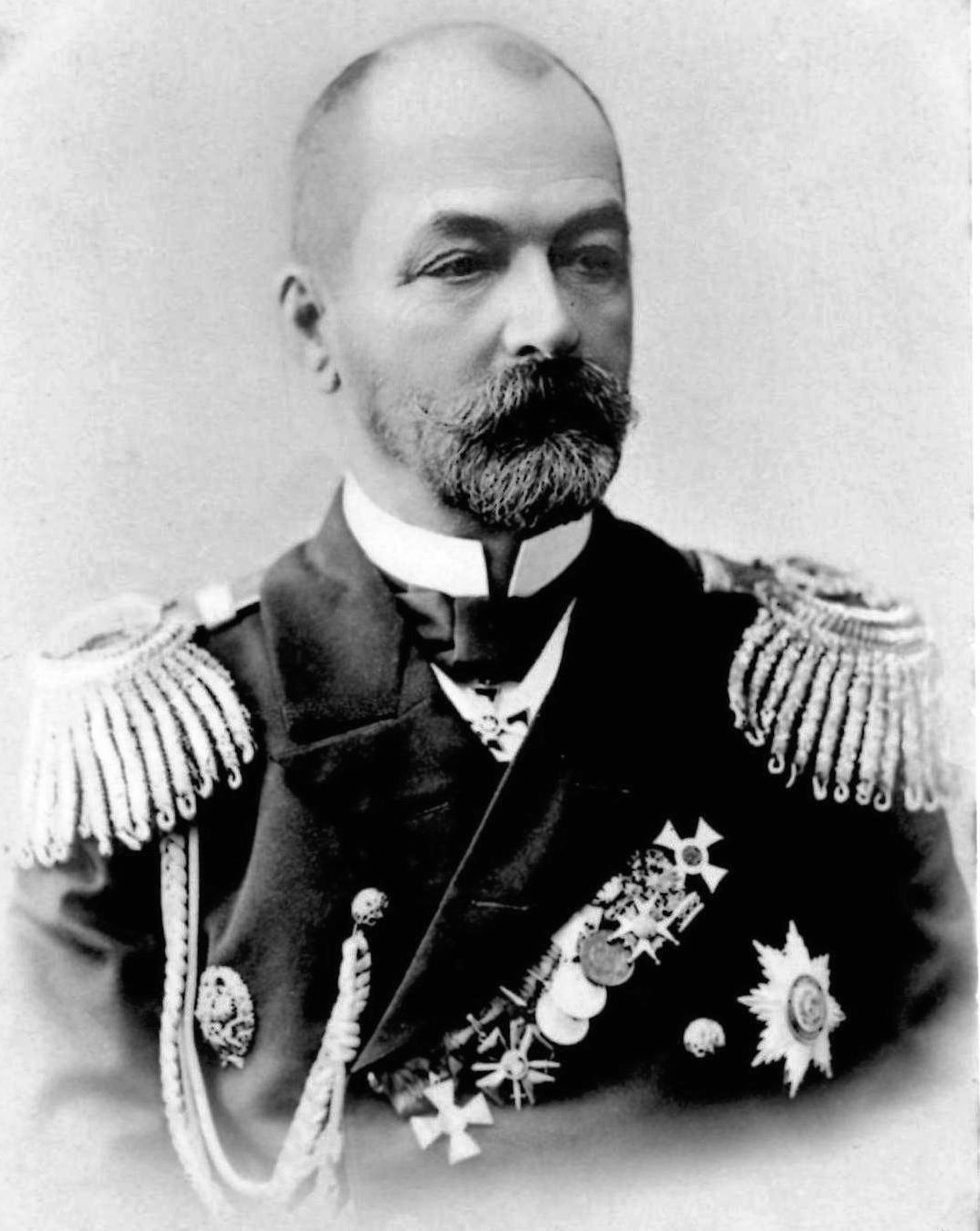
Admiral Sinowi Petrowitsch Roschestwenski

Im Oktober 1904 wurde die russische Ostseeflotte in „Zweites Pazifisches Geschwader“ umbenannt und unter der Führung von Admiral Sinowi Petrowitsch Roschestwenski in den Pazifik entsandt. Der Auftrag bestand darin, die in Port Arthur eingeschlossene Flotte zu entsetzen. Während der Fahrt vereinigte sie sich in der Cam Ranh Bay mit dem Dritten Pazifischen Geschwader unter Konteradmiral Nikolai Nebogatow. Dessen Flotte war allerdings eher eine Behinderung, da sie fast ausschließlich aus veralteten Schiffen bestand, welche Roschestwenski bei der ursprünglichen Zusammenstellung der Flotte abgelehnt hatte. Dieser Umstand setzte die Kampfkraft des gesamten Geschwaders herab, war allerdings aufgrund der Blockade der Dardanellen durch das Osmanische Reich die einzige Möglichkeit, der Flotte noch Verstärkungen zuzuführen. Der Auftrag nach dem Fall von Port Arthur lautete, von Wladiwostok aus die Seeherrschaft am pazifischen Kriegsschauplatz herzustellen.
Die russische Flotte legte dazu eine Strecke von mehr als 18.000 Seemeilen zurück und umrundete dabei Afrika. Unterwegs kam es zum Doggerbank-Zwischenfall, der zu einem diplomatischen Konflikt mit Großbritannien führte. Aufgrund fehlerhafter nachrichtendienstlicher Erkenntnisse über die Sichtung von japanischen Torpedobooten vor der dänischen Küste ging die Flotte von der Möglichkeit solcher Angriffe bereits in der Ostsee aus. Die Flotte beschoss daraufhin eine britische Fischereiflotte, welche sie fälschlicherweise als japanische Kriegsschiffe identifizierte. Während des Gefechts kam es auch zu einem irrtümlichen Feuergefecht zwischen den russischen Schlachtschiffen und Kreuzern.
Das russische Geschwader bestand aus 36 Kampfschiffen, darunter die zur damaligen Zeit modernsten Schlachtschiffe der russischen Marine: Knjas Suworow, Borodino, Imperator Alexander III. und Orjol.
Die Japaner unter Admiral Tōgō verfügten über eine Flotte von fünf Schlachtschiffen, darunter die Mikasa, zehn Panzerkreuzern, zehn Leichten Kreuzern, 21 Zerstörern und 43 Torpedobooten sowie weiteren Hilfsschiffen.
Am Morgen des 27. Mai 1905 wurde die russische Flotte in der Koreastraße nahe der Insel Tsushima von einem japanischen Aufklärer gesichtet. Die Japaner konnten aufgrund ihrer höheren Geschwindigkeit und der besseren Granaten die Schlacht von Anfang an dominieren. Admiral Tōgō ließ unter anderem das Manöver Crossing the T durchführen, wodurch das jeweilige russische Führungsschiff den Granaten der gesamten japanischen Flotte ausgesetzt war. Dieser geballten Feuerkraft konnte keines der Schiffe längere Zeit widerstehen. Die russischen Schlachtschiffe Suworow, Borodino, Alexander III. und Osljabja sanken noch am selben Abend in der Schlacht. Andere Schiffe wurden während der Nacht und am Morgen von den Japanern vernichtet oder zur Aufgabe gezwungen.
Die russische Flotte wurde nahezu vollständig vernichtet, und über 5.000 russische Seeleute fielen während der Schlacht oder gingen mit ihren Schiffen unter. Die restlichen Schiffe mit etwa 6.000 Mann Besatzung ergaben sich am Morgen des 28. Mai 1905 der japanischen Flotte. Nur der Kleine Kreuzer Almas und zwei Zerstörer konnten nach Wladiwostok durchbrechen. Sieben Schiffe gelangten in neutrale Häfen und wurden dort entwaffnet. Damit hatte Russland binnen eines einzigen Jahres zwei Flotten verloren, ein Vorgang, der in der gesamten Seekriegsgeschichte beispiellos dasteht.
Auf japanischer Seite waren die Verluste vergleichsweise gering. Das Flaggschiff Mikasa war schwer beschädigt, drei Torpedoboote waren versenkt und 116 japanische Matrosen getötet und 583 verwundet worden.

### Besetzung Sachalins

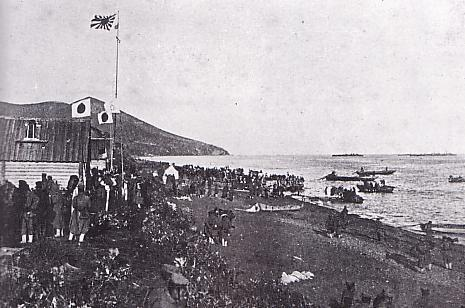
Landung japanischer Soldaten auf der Insel Sachalin

Am Vorabend der Verhandlungen in Portsmouth wollte die japanische Regierung den Druck auf die Russen erhöhen und beschloss, die Insel Sachalin zu besetzen. Die japanische 13. Division unter General Haraguchi Kensai wurde ab dem 7. Juli 1905 sowohl im Süden bei Korsakow als auch ab dem 24. Juli 1905 im Norden bei Alexandrowski Post an Land gesetzt. Die russischen Streitkräfte im Süden waren in fünf Gruppen aufgeteilt, die nach der Landung der Japaner einen Guerillakrieg gegen die Japaner führen sollten. Dies gelang teilweise und verzögerte den japanischen Vormarsch. Doch die mehrheitlich aus Jägern, Farmern, Strafgefangenen und Deportierten bestehenden russischen Truppen hatten weder die Moral noch die militärische Ausbildung, um genügend Widerstand zu leisten. Am 31. Juli 1905 kapitulierte General Ljapunow vor den Japanern.

## Ausgang und Folgen
Nach der Schlacht um Port Arthur und den russischen Niederlagen bei Mukden und in der Seeschlacht bei Tsushima nahm der Zar ein Vermittlungsangebot des amerikanischen Präsidenten Theodore Roosevelt an. Am 5. September 1905 wurde der Vertrag von Portsmouth in der Portsmouth Naval Shipyard unterzeichnet. Russland gab Liaoyang und Port Arthur auf, trat die südliche Hälfte von Sachalin an Japan ab und verließ die Mandschurei. Korea verblieb damit im Einflussbereich von Japan. Dem russischen Unterhändler Sergei Juljewitsch Witte war es jedoch gelungen, vergleichsweise milde Vertragsbedingungen auszuhandeln. So scheiterten die japanischen Unterhändler mit ihren Forderungen nach Reparationen und einer Abtretung ganz Sachalins. Der von vielen Japanern als Schande empfundene Vertragsabschluss führte in Japan zu den Hibiya-Unruhen mit 17 Toten und mehr als 1.000 Verletzten.

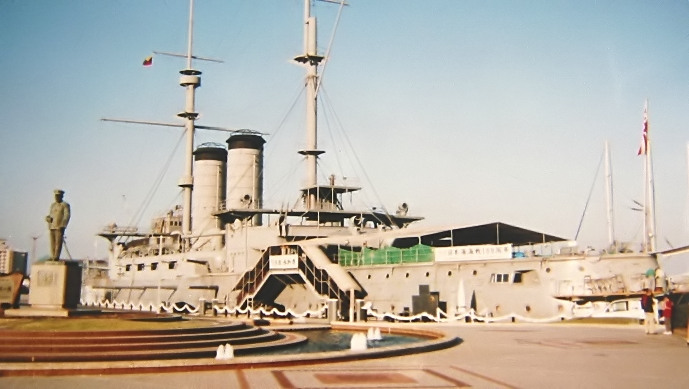
Die Mikasa, das Flaggschiff der japanischen Marine, liegt heute als Militärdenkmal im Hafen der Stadt Yokosuka

Auf russischer Seite trug der Krieg zu einer Delegitimierung der autokratischen Herrschaft des Zaren bei, die in der Russischen Revolution 1905 zum Ausdruck kam. Nach einem Generalstreik im Oktober 1905 erließ der Zar das Oktobermanifest, das bürgerliche Freiheitsrechte und ein Parlament in Aussicht stellte. Die revolutionären Bestrebungen in Russland, die Unfähigkeit des Zarenreichs zu demokratischen Reformen und die Verelendung weiter Bevölkerungskreise während des Ersten Weltkriegs führten jedoch 1917 zur Februarrevolution und zur Absetzung des Zaren.
Der Sieg der Japaner stellte einen Meilenstein auf dem Weg zum erwachenden Selbstbewusstsein der asiatischen Völker dar. Erstmals in der neueren Geschichte hatte ein asiatisches Land eine europäische Großmacht entscheidend geschlagen. Dies verlieh nationalen und militanten Kräften in Japan weiteren Auftrieb und bestimmte die Politik des Landes in den kommenden Jahrzehnten. Japan wurde zu einer dominanten Militärmacht im ostasiatischen Raum und blieb dies bis zum Ende des Zweiten Weltkrieges. Politisch war Japan nach dem Krieg im asiatischen Raum jedoch weitgehend isoliert. 1908 wurden japanische Produkte in China boykottiert.
Der Russisch-Japanische Krieg wird als ein Vorläufer des Ersten Weltkriegs betrachtet, weil hier zahlreiche militärtechnische Neuerungen erstmals in einem Krieg in großem Maßstab eingeführt wurden: Der Grabenkrieg mit Maschinengewehrstellungen und Stacheldraht, Gefechtsfeldbeleuchtung, Feldtelefon und Hochsee-Funktelegraphie. Massenangriffe mit aufgepflanztem Bajonett endeten tödlich gegenüber einem Gegner, der über Maschinengewehre verfügte. Die Japaner, die nach den Infanterieregeln des 19. Jahrhunderts angriffen, mussten deshalb hohe Verluste hinnehmen. Die strategische Bedeutung der Eisenbahn wurde deutlich, als die Transsibirische Eisenbahn nicht rechtzeitig und nicht ausreichend russische Truppen zuführen konnte. Die Analyse der Seegefechte trug erheblich zur Entwicklung der sogenannten Großkampfschiffe oder Dreadnoughts und damit zu einem neuen Wettrüsten bei.
Die japanische politische Elite und Militärführung sah sich durch den Sieg über Russland darin bestärkt, eine expansive imperialistische Politik zu betreiben. Dies führte zum Zweiten Japanisch-Chinesischen Krieg und letztlich zu einer Politik, die Japan in den Zweiten Weltkrieg führte. Vom Sieg im Russisch-Japanischen Krieg bestärkt, glaubte die japanische Militärführung, erneut durch einen ähnlichen Präventivschlag bei Pearl Harbor und die damit verbundene Vernichtung der wichtigsten amerikanischen Marineeinheiten von vornherein einen kriegsentscheidenden Vorteil zu haben.
Die Armeeführung Japans rechnete nach dem Krieg mit einem Revanchekrieg Russlands und forcierte in einem Reichsverteidigungsplan eine Aufrüstung des Heeres. Der Plan sah Russland als wahrscheinlichsten Kriegsgegner. Die Größe des Heeres sollte sich hierbei nach der Transportkapazität der Transsibirischen Eisenbahn richten.
Der Sieg über die europäische Macht Russland beeinflusste die einheimischen Eliten kolonialisierter Völker. Spätere Akteure der Unabhängigkeitsbewegungen aus China, Vietnam, der arabischen Welt wurden in ihren Bestrebungen bestärkt. Im Osmanischen Reich propagierten Panislamisten Japan als Vorbild und in Istanbul wurden Straßen nach japanischen Generälen benannt. Die japanische Regierung versuchte zunächst eine panasiatische Bewegung zu fördern, stellte diese Bestrebungen aber ab 1907 zugunsten wirtschaftlicher Vorteile im Handel mit der Kolonialmacht wieder zurück.